# 瀧川晃代
瀧川 晃代（たきがわ あきよ、1965年7月31日 - ）は、日本の脚本家・小説家。東京都出身。
得意なジャンルはヒューマンドラマ。恋愛・青春・学園もの。
代表作に上戸彩主演の「エースをねらえ!」（2004年4月～6月　テレビ朝日系）など。 

## 参加作品
- あなただけ見えない
- 29歳の憂うつ・パラダイスサーティー (TV)
- R-17(TV)
- 本人訴訟～司法浪人・鵜飼優子の挑戦～(TV)
- 事件記者冴子の殺人スクープ4～神戸－横浜ナース連続殺人の罠～(TV)
- 山村美紗サスペンス・京舞妓殺人事件(TV)
- 14ヶ月 ～妻が子供に還っていく～(TV)
- エースをねらえ!(TV)
- 北アルプス山岳救助隊・紫門一鬼6 白馬乗鞍岳の殺意(TV)
- エースをねらえ!～奇跡への挑戦～(TV)
- コスメの魔法(TV)
- 山村美紗サスペンス・京舞妓殺人事件2(TV)
- 京都地検の女（第2シリーズ）(TV)
- 山村美紗サスペンス・京都弓道殺人事件(TV)
- 赤い奇跡(TV)
- 山村美紗サスペンス・京舞妓VS狩矢警部(TV)
- 山村美紗サスペンス・京都茶道三姉妹殺人事件(TV)
- スイート10 ～最後の恋人(TV)
- オバベン -京都ふたりの女弁護士-(TV)
- 警視庁捜査一課9係(2009年～)(TV)
- 科捜研の女（第15シリーズ～）
- 特捜9 (TV)

## 著書
- 『赤い奇跡』（共著）（ワニブックス）
- 『冷たい月』（共著）（角川書店）
- 『君のためにできること』（共著）（上下）（ワニブックス）